# Гальчевський Яків Васильович
Я́ків Васи́льович Гальче́вський (отаман Орел, Jakub Wojnarowski) (* 22 жовтня (3 листопада) 1894, с. Гута-Літинська, Літинського повіту Подільської губернії, нині Малинівка Літинського району Вінницької області — † 21 березня 1943, с. Пересоловичі, Дистрикт Люблін, Генерал-губернаторство, Третій Рейх) — український військовий діяч, активний учасник повстанського руху в Україні, громадський діяч, вчитель, письменник. Борець  за незалежність України у ХХ сторіччі.
Штабс-капітан російської армії (літо 1917), сотник Армії УНР, майор Війська Польського.

## До революції
Народився у селянській сім'ї. Батько Гальчевський Василь (Войцех) Лукович (друга пол. ХІХ — 1901) селянин, уроджений римо-католик, у 1892 р. перейшов у православ'я. Мати Гальчевська (до шлюбу Русавська) Мотрона Іванівна (1876—1944).
Закінчив двокласну вчительську школу у с. Майдан-Треповський та 2-гу Житомирську школу прапорщиків (червень 1915).
Рядовий 2-ї запасної гарматної бригади (м. Казань, 1914), командир маршової роти 22-го запасного пішого батальйону (м. Вінниця, 1915), командир роти кінної розвідки 1-го стрілецького полку 1-ї Туркестанської дивізії 1-го Туркестанського корпусу (1916), командир роти піхоти, кулеметної роти, ад'ютант командира 29-го Туркестанського полку (кінець 1916–1917 рр.), командир навчальної команди 8-ї Туркестанської стрілецької дивізії (квітень 1917 р.), командир 3-го батальйону 29-го Туркестанського полку (вересень 1917 р.), помічник голови Української козацької ради 8-ї Туркестанської дивізії російської армії (1917).
За героїзм на фронтах Першої світової війни був нагороджений орденом Святого Станіслава 3-го ступеня з мечами і бантом, орденом Святої Анни 3-го ступеня з мечами і бантом та орденом Святої Анни 4-го ступеня. Був поранений, контужений, отруєний газами.

## Проходження військової служби в російській армії згідно з послужним списком офіцера
11 лютого 1915 року призваний по мобілізації ратників 2-го розряду Літинським повітовим військовим начальником і призначений у 22-й піхотний запасний батальйон. По прибутті зарахований у списки 22-го запасного батальйону. 22 червня 1916-го переведений на службу в 15-й піхотний запасний батальйон. А за два дні прибув та був зарахований у списки 8-ї роти.
За місяць, 22 липня, відряджений у 2-гу школу прапорщиків у м. Житомир. Тут був зарахований у списки юнкерів 4-ї роти й у другий розряд із поведінки.
12 грудня 1916-го підвищений у молодші унтерофіцери, а за чотири дні переведений у перший розряд з поведінки, підвищений у прапорщики в 15-й піхотний запасний полк і виключений зі списку.
Послужний список прапорщика 15 запасного піхотного полку Гольчевського Я. В. станом на 22.12.1916. Джерело: РДВІА (РГВИА) Ф. 409 Оп. 1 Спр. 57031 послужний список 4-020.

|   |  |   |  |   |  |   |  |   |  |   |  |
| 1 |  | 2 |  | 3 |  | 4 |  | 5 |  | 6 |  |

## Після революції

### Суспільно-політичний діяч
1917 — взяв активну участь в українізації частин російської армії.
Завідувач школи с. Брусленів (1918), член повітової шкільної ради (1918).
Член Українського національного союзу (1918). Коли в м. Кам'янець-Подільський було засновано Державний український університет, Гальчевський став його вільним слухачем (на правничому факультеті).
За дорученням керівництва УНС відповідав за підготовку повстання у 4 повітах Подільської губернії: Літинському, Вінницькому, Летичівському та Кам'янець-Подільському.

### Старшина УНР
Організатор і командир Окремого Літинського куреня 2-го Українського корпусу (кін. 1918 — поч. січня 1919 рр.), сотник Окремого Гайсинського куреня ім. отамана Симона Петлюри (січень 1919 р.), сотник 1-ї батареї 61-го Гайсинського пішого полку ім. Симона Петлюри (з січня 1919 р.), командир 61-го полку ім. Симона Петлюри (23 квітня — травень 1919 р.), повстанський отаман (травень 1919–1925 рр.), командувач Подільської повстанської групи (1922), командувач повстанських загонів і організацій Правобережної України (1922–1923).
У червні 1919 р. в одному з боїв проти більшовиків Я. Гальчевського було поранено в лице і ногу.

### Повстанський отаман
1920—1922 — воював проти частин дивізій Г. Котовського та Осадчого: з полками 1-ї дивізії, з 10-м, 11-м, 12-м полками 2-ї дивізії Червоного козацтва, 8-ї кінної дивізії. Не злічити боїв і з частинами 24-ї Самарської дивізії, 2-м ескадроном Брацлавського полку, Вінницькою школою піхотних червоних командирів, артилерійською школою, відділами особливого призначення тощо. Оперував на Літинщині, Летичівщині, Брацлавщині, рейдував у Вінницькому, Проскурівському, Кам'янець-Подільському, Ново-Ушицькому, Могилівському, Ольгопільському повітах, на Ямпільщині.
Створена Гальчевським Подільська повстанська група складалась із 4 кінних бригад:
1-а кінна бригада, командир Яків Байда-Голюк;
2-а кінна бригада, командир Василь Лісовий;
3-я кінна бригада, командир Мирон Лихо;
4-а кінна бригада, командир Семен Хмара-Харченко;
Вінницька сотня ім. Богуна, командир підхорунжий Онисько Рубака-Грабарчук.
Наказом Головного отамана Директорії УНР Симона Петлюри призначений останнім командувачем повстанських сил Правобережної України (1922).

Повстанські псевдо — Орел, Орлик, Войнаровський.
|                                                        | «Це був час, — писав він, — коли всіх майже большевиків я із своїми козаками пускав у "розход" особисто, щоб їхня якнайбільша кількість зустрілася "там" із моїм братом! Коли мені приходилося стріляти якого комуніста, то обов'язково він діставав кулю в ніс, де брови сходились: в це місце, після страшних мук, жид Хаїм Бурґ із нагана застрілив мого молодшого й єдиного брата! Почуття помсти є страшне й робить людину, поки вона не заспокоїть жадоби помсти, також страшною. Всякі екзекуції мені були противні та жадоба помсти і ненависть робили мене жорстокою людиною, а головне: я мав силу зносити все, щоб найгірше досолити комуністам». «До нас твердий час не мав сантименту, як і люди з противного боку, — стверджував Гальчевський. — не могли й ми мати жалості до представників совітських катівень». «Наша засада така: кинджал дає в руки револьвер, — револьвер здобуває кріс, — крісом здобувається кулемет, а кулеметом опановується гармата, а все разом дає повстанцям міста, знаряддя і владу». «В постійній боротьбі ми стали людьми не з цього світу, а стояли понад людські пристрасті. На землі нічого не було такого, щоби нас до неї притягало: ні батьки, ні родина, ні багатство не могло нам заступити неба, куди наші душі рвались, бо там була ідея. Смерти ми не боялися, бо завсіди стояла вона перед нами. Свою смерть кожний із нас уявляв собі, як легкий перехід у інший, незнаний нам світ, де буде вічний спокій, на який ми заслужили своїм бурхливим життям. Перехід повинен бути легким тому, що ми знали, за що вмираємо, що не один ворог поляг від кожного із нас. Нам легко було вмирати в бою, ми без страху заглядали смерті в очі. На землі не залишаємо нічого, чого б нам було шкода. У мене особисто – ні золота, ні речей не залишилося б. Ціле моє майно на мені, і з нього найціннішим була зброя...» |
| — «Ми є месники за кривди народу» (Яків Гальчевський). | |

Фото Подільської повстанської групи, вересень 1922 року, після переходу 2 вересня за р. Збруч на польську територію (джерело архів УСБУ у Вінницькій області справа 12197, арк. 49 (у конверті) 

Особи зображені на фото за даними допитів (архів УСБУ у Вінницькій області справа 12197, арк. 41-48,50-51) затриманого повстанця Корнелишина Ф. С. (на фото № 44) у якого вилучено це фото: 1. Отаман — ГАЛЬЧЕВСЬКИЙ — ОРЕЛ — житель Літинського повіту, села Літинської гути, 28 років.
2. Помічник отамана — ПОГИБА Петро — 23 роки, жит. Кубанської області, Станиці Старо-Титарівської.
3. Начальник Штабу — КОНОПЕНКО Павло Степанович, — 32х років, житель Херсонської губернії.
4. Лікар — МОТРУК житель Буковини, 27 років.
5. комендант і начальник контррозвідки — КОХАН Іван, 23 роки, житель м-ка Вовковинець.
6. Командир сотні — БАБІЄНКО 32-х років, жит. м. Летичів
7. Ад'ютант штабу — КОВБАСЮК Євгеній — 26 років житель Брацлавського повіту с. Забіжжя.
8. Командир бригади ХМАРА — ХАРЧУК Семен Васильович — 32-х років, жит. Войтівецької вол. села Мордина.
9. Начальник штабу бригади Хмари — ЄВСІЄВСЬКИЙ, 32 років, житель Полтавської губ.
10. Начальник-штабу 3-ї бригади — Богданенко Віктор Олександрович 21 рік, житель міс. Бара.
11. козак — ПАШКОВСЬКИЙ Пилип, житель Київської губ. Липовецького повіту, с. Калник, 22х років.
12. козак, житель села Кулиги, Літинського повіту.
13. козак — ГОРОДЕЦЬКИЙ, житель Летичівського повіту, Вербецького — Майдана, 20 років.
14. козак на імя Нарцен, житель Летичівського повіту, Вербецького — Майдана, 20 років.
15. козак — ОСТАПЧУК Юліан, жит. с. Літинка, Літинського повіту 23 роки.
16. козак — ГАБІНЕТ Семен, житель с. Уладівки, Вінницького повіту 23 роки.
17. козак ІВАНОВ Пилип, жит. с. Сохни, Літинського повіту, 19 років.
18. Командир сотні — ГРАБАРЧУК Онисим, жит. Пиківської — Слобідки, Він. повіт, 21 рік.
19. козак КОРОЛЬ Антон, житель м. Пилява, Літинського повіту, 22 роки.
20. Козак по імені Іван, жит. с. Сохни Літинського повіту 22 роки.
21. Козак ПОЛІЩУК Тимофій, житель села Майдан-Стасів Літинськ. п. 20 років.
22. Козак ЛЕТСЬКИЙ Феодосій 19 років житель с. Педоси Літинського повіту.
23. Козак Стрелецький Терентій, 26 років, жит. м. Хмільника.
24. Козак по імені Корній, років 20, житель с. Сохни Літинського повіту.
25. Козак КОВАЛЬ Стефан 22 роки, житель з Галичини.
26. Козак ДРЕМБЛЮГА 20 років, жит. с. Івчі Літинського повіту.
27. Козак по імені Костя 21 рік жит. с. Сохни Літинського повіту.
28. Козак ВИШТАЛЮК Яків 20 років, жит. села Зиновінців Літинського повіту.
29. Козак ШЕРШОВ Григорій 26 років жит Майд-Сахнянснький Літинського повіту.
30. Козак Осадчук Григорій 30 років, жит. с. Кусиківці Літинського повіту.
31. Козак Швець Петро 22 роки, жит. Пиківської Слобідки Він.повіту.
32. Козак Поляруш Ахтемон, 22 роки, жит. с. Майдана-Стасіва Літ.п.
33. Козак Поліщук Олексій 25 років, жит. с. Майдана Стасева, Літинськ повіту
34. Козак Синдзюк Василь 32х років. жит. села Сохни Літинського повіту.
35. Козак Вовнюк Прокоп 20 років, жит. хутора Майдана-Літинецького, Літинськ. повіту.
36. Козак Надія Андрій Павлович, 25 років жит. Полтавської губ.
37. Козак Григоренко Василь 36 років, жит. с. Сохни Літинського повіту
38. Козак: по імені Василь 25 років, жит. Катеринославської губ.
39. Козак: Дідер Петро 23 роки, жит. с. Гармаки Лет.повіту.
40. Козак: Мочерний Франц 20 років жит. с. Супівка Могилівського повіту.
41. Козак: Городецький Сидір 21 рік, жит. Майлана Вербецького, Летичівського повіту.
42. Козак: галичанин 24 роки жит. Галичини.
43. Козак: Бобрецький 21 года жит. хуторів Бобрецьких Летичівського повіту.
44. Козак: Корнелишин Федір, 27 років, житель с. Уладівки, Вінницького повіту.
45. Козак: Рожнетовський Альбін, 27 років, жит. с. Уладівки Вінницького повіту.
46. Костюк Порфірій, 22 роки, козак, житель м. Дяківці, Літинського повіту.
47. Козак: по кличці Пулла 23 роки, житель Майд-Стасева, Літ.повіту
48. Козак: Ророга Іван 35 років, житель села Літинки, Літинськ повіту.
49. Козак: Харковий Василь 25 років, житель с. Сохни, Літинського повіту
50. Козак: Покитка Іван, 26 років. жит. села Майдана — Стасева, Літ. повіту.
51. Козак: Поліщук Василь 35 років, жит. с. Вугли, Літинськ. повіту
52. Козак: Топоровський Микита 28 років, житель с. Сохни, Літинськ повіту

## Еміграція
1925 — з боями покинув терен УСРР, перейшов до Польщі, де змінив прізвище на Войнаровський. У 1925—1930 працював польським службовцем з підготовки агентів, що засилались до Радянської України.
Автор публікацій в українському журналі «Діло» та «Віснику» Дмитра Донцова (під псевдонімом Яків Правобережець).

### У польському війську

Яків Гальчевський (Якуб Войнаровський) у польському війську

Від 1 вересня 1930 р. — на службі у Війську Польському (перше звання капітан).
Командир сотні польського 67-го пішого полку 4-ї стрілецької дивізії (з вересня 1930 р., м. Бродниця, Польща), 3-го (рекрутського) батальйону 67-го піхотного полку (1939), начальник 108-ї поборової комісії (з 24 серпня 1939 р.), командир 4-го батальйону 67-го полку (з 27 серпня 1939 р.), 4-го батальйону 14-го полку (з 29 серпня 1939 р.), батальйону «Бродниця» полку Національної Оборони 4-ї польської дивізії (з 11 вересня 1939 р.), командир батальйону «Бродниця» 14-го полку 4-ї дивізії Війська Польського (вересень 1939 р.).

## Український партизан
Радник організатора УПА, командира Поліської Січі Тараса Бульби-Боровця. Організатор і командир Грубешівської української самооборони (Холмщина, 1942–1943).

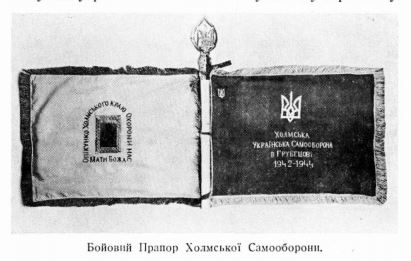
Бойовий Прапор Холмської Самооборони в Грубешеві

Автор книги «Проти червоних окупантів» (Т. 1. — Краків, 1941; Т. 2. — Краків-Львів, 1942), автор рукописів «З воєнного нотатника» та історіософічної праці в 25 розділах без назви, досі не опублікованих (Грубешівщина, січень 1942).

## Військові звання
- штабс-капітан російської армії (літо 1917 р.)
- сотник Армії УНР (звання полковника присвоєно Головним отаманом Армії УНР С. Петлюрою 20 серпня 1922 р., але не затверджено військовим міністром УНР В. Сальським),
- майор Війська Польського.

## Сім'я
Перша дружина: Жуматій Марія Оксентіївна (1897, містечко Лиса Гора Херсонскої губернії — ?), за фахом учитель. Одружились у 1919. Заарештована ГПУ у 1922 р. Пізніше звільнена, працювала у 9-й трудовій школі ім. Д. Бєдного (м. Вінниця).
Друга дружина: донька православного священника в Гостинне, Люблінське воєводство, Грубешівський повіт, ґміна Вербковичі Которович (у 2-му шлюбі Дидинська) Надія Іванівна (1911, Холмщина — 2003, штат Пенсільванія США).
Син: Роман (1938—2009 США).

## Загибель
Загинув 21 березня 1943 в селі Пересоловичі, Грубешівського повіту у бою з грубешівським відділом Армії Крайової під командуванням поручника Казимира Врублевського, псевдо «Мариська» (02.08.1914, Козодави — 01.07.2007, Грабовець), який стаціонував у Стрілецьких лісах.
Останній бій Яків Гальчевський провів в приміщенні старої школи в с. Пересоловичі (Peresolowice). На жаль, ця школа наразі являє собою зарослу руїну. Локалізацію школи див. тут.

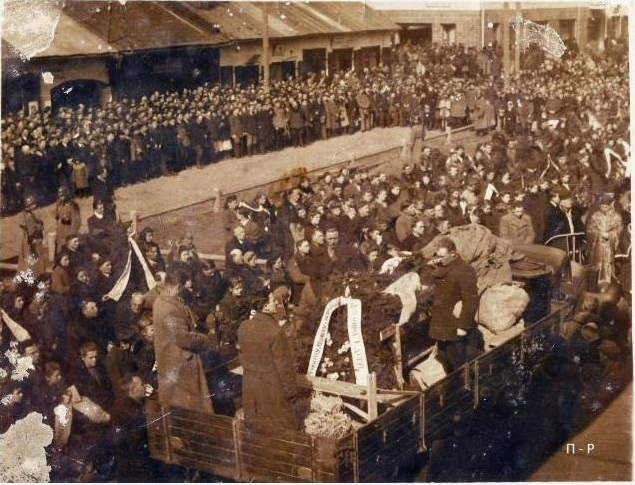
Грубешів, березень 1943, похорон вбитих поляками голови УДК М.Струтинського та командира Грубешівської української самооборони Я.Войнароського

Наказ на вбивство Войнаровського віддав комендант Грубешівського району АК поручник Антоній Рихель (Ангел) (Antoni Rychel “Aniol”).  В польській літературі Войнаровський згадується як «кривавий війт» — причина загибелі місцевої польської інтелігенції.
Похований у м. Грубешів на Холмщині (нині Польща), могила не збереглася.

## Вшанування пам'яті

Хрест на місці майбутнього пам'ятного знаку полковнику Армії УНР, керівнику повстанських сил Правобережної України отаманові Якову Гальчевському на псевдо «Орел»

- 1994 року засновано премію імені Якова Гальчевського «За подвижництво у державотворенні».
- 12 січня 2013 року в с. Малинівка Літинського району на Вінниччині з ініціативи національно-патріотичних сил краю освячено хрест на місці майбутнього пам'ятного знаку полковнику Армії УНР, керівнику повстанських сил Правобережної України отаманові Якову Гальчевському на псевдо «Орел».[6]
- 30 листопада 2013 року, у суботу, в селі Малинівка на батьківщині Якова відбулось відкриття пам'ятного знаку видатному борцю за українську державність, герою національно-визвольних змагань 1917-20-х років XX століття, полковнику армії УНР, легендарному отаману Орлу Якову Гальчевському.[7]
- 19 лютого 2016 року у місті Хмельницький з'явились вулиця, провулок та проїзд Якова Гальчевського.
- 28 грудня 2015 року у місті Вінниця з'явилась Вулиця Якова Гальчевського.
- Також вулиця Якова Гальчевського існує в Шепетівці, Летичеві, Хмільнику.
- У листопаді 2017 року у селі Уладівка було встановлено меморіальну дошку на честь повстанських отаманів, одним з них є Яків Гальчевський.[8]
- 23 травня 2019 року у селі Бруслинів на фасаді місцевої школи було відкрито меморіальну дошку Якову Гальчевському.[9]

## Праці
- Гальчевський — Войнаровський, Яків (1941). Проти червоних окупантів . Т. 1. Краків: Українське видавництво.
- Яків Гальчевський — Войнаровський. Проти червоних окупантів ч. 2 [Архівовано 2 квітня 2015 у Wayback Machine.]
- Твори Я. Гальчевського у «Чтиві» [Архівовано 19 січня 2013 у Wayback Machine.]
- Яків Гальчевський. З воєнного нотатника [Архівовано 18 січня 2017 у Wayback Machine.]